# Comida caipira
Comida caipira é um conjunto de pratos típicos do interior de São Paulo e norte do Paraná, nos primórdios era feita no fogo-de-chão na trempe, o fogão dos tropeiros, onde as panelas ficavam apoiadas em pedras em formato de triângulo ou penduradas em uma armação de três varas em estilo tripé por cima do fogo e que podiam ser de ferro ou de pau verde, e às vezes no chamado tucuruva, um fogão improvisado no meio do cupinzeiro, com o passar dos tempos ganhou altura e formato no que é hoje o fogão a lenha, onde normalmente é feita a maioria dos pratos.

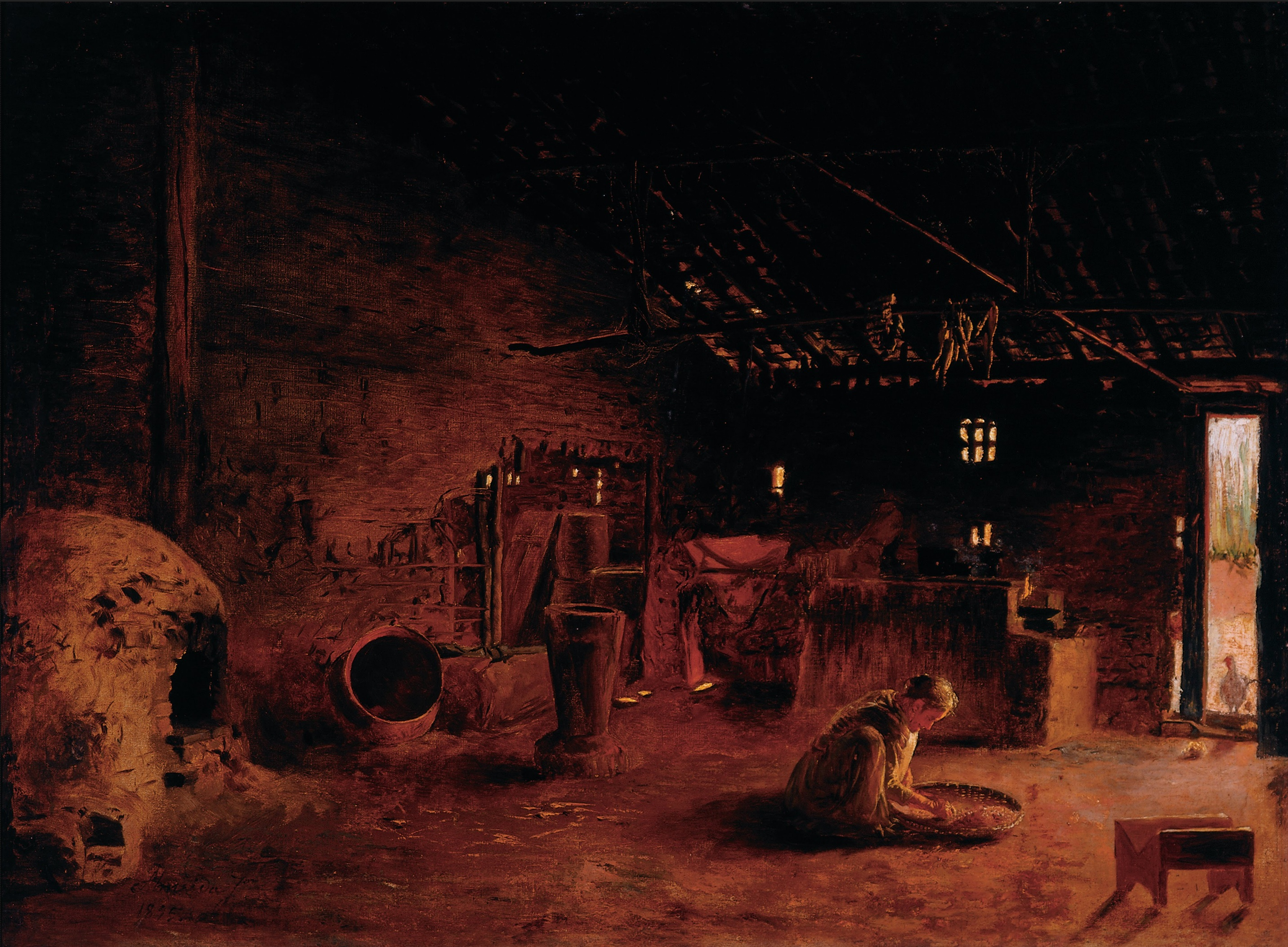
Cozinha Caipira, pintura de Almeida Júnior 1895.

Há relatos de que tropeiros Bandeirantes tiveram grande influência da disseminação da culinária caipira por quase todo o Brasil.
Entre os grandes pratos e bebidas da cozinha caipira figuram: o leitão à pururuca, cuscuz caipira de legumes, pamonha, arroz tropeiro, bolinho caipira, vaca atolada, frango caipira, o furrundum, farofa de linguiça, fraldinha em panela de ferro, caipirinha, a paçoca de amendoim, o feijão tropeiro, a canjica com costelo de porco, o virado à paulista, afogado, bolinho de mandioca, rabada, o angu, pé-de-moleque, a cabidela miúda, quentão, farofa de içá, rosquinhas de pinga, o doce de bananinha e entre outros.
(“.... A içá torrada venceu todas as resistências, urbanizando—se mesmo, quase tão completamente como a mandioca, o feijão, o milho e a pimenta da terra. Pretendeu-se que os jesuítas, no intuito de livrarem as lavouras da praga das saúvas, tivessem contribuído para disseminar entre os paulistas o gosto por essa iguaria. Nada há de inacreditável em tal suposição, uma vez que já os primeiros escritos de missionários inacianos em terra brasileira, mencionam a içá como prato saboroso e saudável. Nos meses de setembro e outubro, em que saem aos bandos essas formigas aladas, buscava-as com sofreguidão, nos seus quintais, a gente de São Paulo, e ainda em pleno século XIX, com grande escândalo, para os estudantes forasteiros, eram apregoadas elas no centro da cidade pelas pretas de quitanda, ao lado das comidas tradicionais: biscoito de polvilho, pés-de-moleque, furrundum de cidra, cuscuz de bagre ou camarão, pinhão quente, batata assada ao forno, cará cozido...“) Sérgio Buarque de Holanda — “Caminhos e Fronteiras” — pg. 64.